# Anagrus armatus
Anagrus armatus är en stekelart som först beskrevs av William Harris Ashmead 1887.  Anagrus armatus ingår i släktet Anagrus och familjen dvärgsteklar. Inga underarter finns listade i Catalogue of Life.